# 22 رجب
- السبت
- الأحد
- الاثنين
- الثلاثاء
- الأربعاء
- الخميس
- الجمعة

- 2728 ديسمبر 2024
- 2829 ديسمبر 2024
- 2930 ديسمبر 2024
- 3031 ديسمبر 2024
- 11 يناير 2025
- 22 يناير 2025
- 33 يناير 2025
- 44 يناير 2025
- 55 يناير 2025
- 66 يناير 2025
- 77 يناير 2025
- 88 يناير 2025
- 99 يناير 2025
- 1010 يناير 2025
- 1111 يناير 2025
- 1212 يناير 2025
- 1313 يناير 2025
- 1414 يناير 2025
- 1515 يناير 2025
- 1616 يناير 2025
- 1717 يناير 2025
- 1818 يناير 2025
- 1919 يناير 2025
- 2020 يناير 2025
- 2121 يناير 2025
- 2222 يناير 2025
- 2323 يناير 2025
- 2424 يناير 2025
- 2525 يناير 2025
- 2626 يناير 2025
- 2727 يناير 2025
- 2828 يناير 2025
- 2929 يناير 2025
- 3030 يناير 2025
- 131 يناير 2025

22 رجب أو 22 رجب الفرد أو 22 رجب المُرجَّب أو يوم 22 \ 7 (اليوم الثاني والعشرون من الشهر السابع) هو اليوم التاسع والتسعون بعد المائة (199) من أيَّام السنة (أو المائتين لو كان شهر جمادى الآخرة مُتممًا لليوم الثلاثين أو الأوَّل بعد المائتين لو أتم كلًا من صفر وربيع الآخر وجمادى الآخرة ثلاثين يومًا) وفق التقويم الهجري القمري (العربي). يبقى بعده 155 أو 156 يومًا لانتهاء السنة.

## أحداث
- 690 هـ - فتح الأمير الشجاعي المملوكي لمدينة بيروت وانتزاعها من الصليبيين بعد مقاومة ضعيفة.
- 1370 هـ - الدكتور محمد مصدق يتولى رئاسة الوزارة في إيران.
- 1373 هـ - الإعلان عن حل مجلس الثورة العسكري في مصر، لكن تم الرجوع عن ذلك.
- 1401 هـ - حكام الإمارات الشيخ زايد بن سلطان والبحرين الشيخ عيسى بن سلمان والسعودية الملك خالد بن عبد العزيز وعُمان السلطان قابوس بن سعيد وقطر الشيخ خليفة بن حمد والكويت الشيخ جابر الأحمد يؤسسون بعد اجتماعهم بأبوظبي مجلس التعاون لدول الخليج العربية.
- 1404 هـ - المملكة المتحدة تطرد موظفي السفارة الليبية في لندن بعد مقتل شرطية بريطانية كانت تحرس المتظاهرين أثناء مظاهرة ضد الزعيم معمر القذافي.
- 1420 هـ - طائرة مصرية مسافرة من الولايات المتحدة إلى القاهرة تسقط قبالة شاطئ ولاية كونيتيكت.
- 1425 هـ - مقتل 15 من كوادر كتائب عز الدين القسام الجناح العسكري لحركة المقاومة الإسلامية "حماس"، وإصابة أكثر من 45 في غارة جوية إسرائيلية استهدفت معسكرًا كشفيًّا يضم مجموعة من كتائب القسام شرق مدينة غزة.
- 1428 هـ - انتخابات نيابية في دائرتي بيروت الثانية والمتن الشمالي لانتخاب بدلاء لعضوي البرلمان المغتالين بيار أمين الجميّل ووليد عيدو وذلك بدون توقيع رئيس الجمهورية إميل لحود بسبب اعتباره كل أعمال الحكومة غير شرعية، وأدت الانتخابات إلى فوز مرشح التيار الوطني الحر في المتن ومرشح تيار المستقبل في بيروت.

## مواليد
- 1352 هـ - حمدي أحمد، ممثل مصري.
- 1375 هـ - سمر سامي، ممثلة سورية.
- 1376 هـ - هند كامل، ممثلة عراقية.
- 1384 هـ - شكري بلعيد، سياسي تونسي.
- 1392 هـ - مادلين مطر، مغنية لبنانية.
- 1402 هـ - عيسى الحربين، معلق كرة قدم سعودي.
- 1405 هـ - فهد الحوسني، مهندس ومنشد إماراتي.
- 1406 هـ - محمد بن حمد بن محمد الشرقي، ولي العهد في إمارة الفجيرة.

## وفيات
- 1269 هـ - بزم عالم سلطان، والدة السلطان العثماني عبد المجيد الأول.
- 1369 هـ - محمد رفعت، شيخ مقرئ مصري.
- 1409 هـ - محمود السباع، ممثل مصري.
- 1431 هـ - محمد داود عودة، قائد في منظمة أيلول الأسود.
- 1432 هـ - أبو العينين شعيشع، قارئ قرآن مصري.
- 1435 هـ - مدحت السباعي، مخرج مصري.
- 1439 هـ - حمدان شلبي، ممثل سعودي.

## وصلات خارجية
- موقع قصة الإسلام: حدث في شهر رجب.